# Grand Prix de Wallonie 1992
Il Grand Prix de Wallonie 1992, trentatreesima edizione della corsa, si svolse il 28 maggio 1992 su un percorso di 168 km, con partenza da Sombreffe e arrivo a Namur. Fu vinto dall'olandese Danny Nelissen della PDM-Ultima-Concorde davanti ai belgi Marc Bouillon e Sammie Moreels.

## Ordine d'arrivo (Top 10)
| Pos. | Corridore            | Squadra                      | Tempo    |
| ---- | -------------------- | ---------------------------- | -------- |
| 1    | Danny Nelissen       | PDM-Ultima-Concorde          | 5h27'00" |
| 2    | Marc Bouillon        | Collstrop-Garden Wood-Histor | s.t.     |
| 3    | Sammie Moreels       | Lotto                        | a 1'09"  |
| 4    | Dominik Krieger      | Helvetia-Fichtel & Sachs     | a 1'20"  |
| 5    | Fabian Jeker         | Helvetia-Fichtel & Sachs     | a 2'15"  |
| 6    | Marek Kulas          | La William-Duvel             | a 4'02"  |
| 7    | Edwig Van Hooydonck  | Buckler                      | a 4'35"  |
| 8    | Frank Van Den Abeele | Lotto                        | s.t.     |
| 9    | Benny Heylen         | La William-Duvel             | s.t.     |
| 10   | Maarten den Bakker   | PDM-Ultima-Concorde          | s.t.     |